# Wymieranie ordowickie

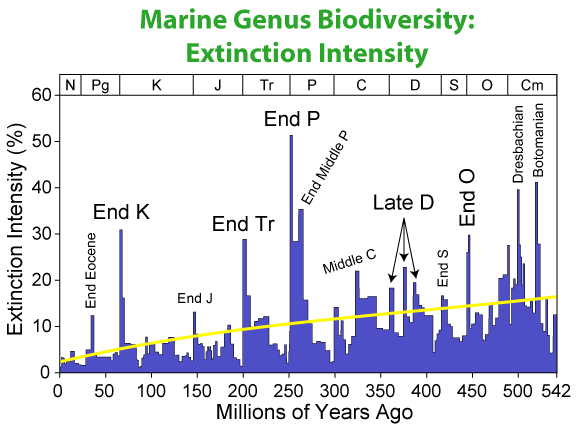
Intensywność wymierań organizmów morskich na przestrzeni poszczególnych okresów geologicznych: Botomanian – wczesny kambr, Dresbachian – późny kambr, End O – koniec ordowiku, End S – koniec syluru, Late D – górny dewon, Middle C – środkowy karbon, End Middle P – koniec środkowego permu, End P – koniec permu, End Tr – koniec triasu, End J – koniec jury, End K – koniec kredy, End Eocene – koniec eocenu

Wymieranie ordowickie – masowe wymieranie około 438 milionów lat temu, pod koniec ordowiku. Wymarło wtedy około 85% gatunków (ponad 100 rodzin). Największe zmiany objęły ramienionogi, mszywioły, trylobity, a także graptolity i konodonty.
Do gwałtownego wymierania ordowickiego mógł się przyczynić wybuch bliskiej supernowej lub rozbłysk gamma. Intensywne promieniowanie gamma mogło spowodować zniszczenie warstwy ozonowej, prowadzące do unicestwienia wielu organizmów, zaburzenia fotosyntezy oraz zaburzenie łańcucha pokarmowego.
Następstwem biegunowego dryfu kontynentów mogło być zlodowacenie Gondwany i orogeneza takońska. W stratygrafii z tego okresu obserwowane jest większe stężenie tlenu 18
O. Izotop 18
O powstaje z 14
N i cząstek alfa.